# The Sexes Throughout Nature
The Sexes Throughout Nature  é um livro escrito por Antoinette Brown Blackwell, publicado pela G. P. Putnam's Sons em 1875.

## Visão geral e histórico de impressão
O livro crítica Charles Darwin, quatro anos depois de publicar The Descent of Man, and Selection in Relation to Sex, em 1871, e Herbert Spencer, a quem a autora pensava serem os homens mais influentes de sua época. Darwin havia escrito uma carta para ela em 1869, agradecendo-lhe por uma cópia de seu livro, Studies in General Science. Ela também responde ao Dr. E. H. Clarke e seu livro Sex and Education que ela deplorou. O livro de Blackwell foi republicado pela Hyperion Presss em 1976, 1985 e 1992. Partes do livro foram publicadas pela primeira vez no  Woman's Journal e Popular Science Monthly.
Blackwell optou por destacar o equilíbrio e a cooperação em vez da luta e da rivalidade selvagem. Ela criticou Darwin por basear sua teoria da evolução na "suposição consagrada pelo tempo de que o macho é o tipo normal de sua espécie". Ela escreveu que Spencer subtrai cientificamente a fêmea e Darwin como cientificamente adiciona ao macho. Não foi até um século depois que as feministas estavam trabalhando de dentro das ciências naturais, e poderiam abordar a androcentricidade de Darwin.
Sarah Blaffer Hrdy escreveu em seu livro Mother Nature: A History of Mothers, Infants and Natural Selection (citando um trecho das páginas 12-25 em AnthroNotes para educadores publicado pelo National Museum of Natural History),
"Para um punhado de mulheres intelectuais do século XIX, no entanto, a teoria evolucionista era importante demais para ser ignorada. Em vez de se afastarem, eles se adiantaram para bater Darwin e Spencer no ombro para expressar seu apoio a essa visão revolucionária da natureza humana, e também para educadamente lembrá-los de que haviam saído fora metade das espécies". 
Hrdy acrescentou: "A biologia evolutiva eventualmente respondeu a essas críticas, mas em suas vidas, o efeito que essas primeiras feministas darwinianas – Eliot, Blackwell, Royer e algumas outras – tiveram na teoria evolucionista mainstream pode ser resumido com uma frase: o caminho não foi tomado".

## Resenhas contemporâneas

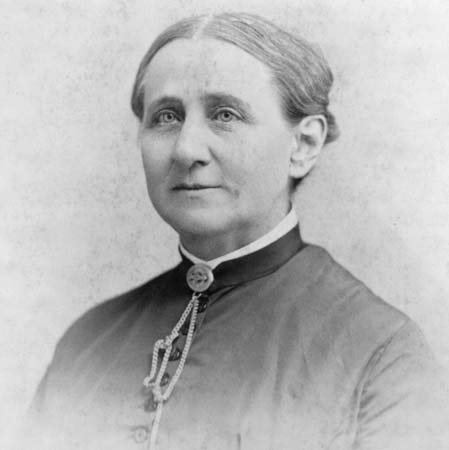
Antoinette Blackwell

A Popular Science disse que se trata de uma "monografia, escrita para estabelecer, em bases científicas, a igualdade dos sexos em toda a Natureza". "A Sra. Blackwell parece-nos bastante alheia às dificuldades da tarefa aqui empreendida". E, em relação à maternidade, "negando, como nós, a igualdade dos sexos, e mantendo a superioridade do sexo feminino, protestamos contra a degradação da mulher implícita...".
A Publishers Weekly achou que era uma "contribuição importante para a famosa controvérsia 'sexo e educação'...".
A Revista Unitária dizia que a "modéstia de seu prefácio, à partida, deveria desarmar de seus preconceitos qualquer leitor que só enxergasse superficialidade e pretensão nos esforços das mulheres após as ciências superiores".
O editor Percy M. Wallace tirou sarro do livro nas anotações da edição de 1897 de A Princesa, de Tennyson: "Quando o homem quer peso, a mulher o pega,/E derruba a balança". Explicado em uma nota por "quando o homem negligencia as funções próprias de sua supremacia, a mulher as assume, e o resultado é uma subversão da ordem da natureza", seguido por uma citação das páginas 96 e 97 em que Blackwell observa que sempre que aves machos de cores brilhantes adquirem instintos maternos, as fêmeas adquirem características masculinas.

## Conteúdo
- Sexo e Evolução

- - A declaração
  - O argumento

- O suposto antagonismo entre crescimento e reprodução
- Sexo e Trabalho
- A construção de um cérebro
- O julgamento pela ciência